# Рекулешть
Рекулешть (рум. Răculești) — село у Кріуленському районі Молдови. Адміністративний центр однойменної комуни, до складу якої також входить село Белешешть.

## Населення
За даними перепису населення 2004 року у селі проживали 1109 осіб.
Національний склад населення села:
| Національність       | Кількість осіб | Відсоток   |
| -------------------- | -------------- | ---------- |
| молдавани румуни     | 1097 5         | 98,9% 0,5% |
| росіяни              | 3              | 0,3%       |
| цигани               | 2              | 0,2%       |
| українці             | 1              | 0,1%       |
| інша / без відповіді | 1              | 0,1%       |
| Всього               | 1109           | 100%       |